# گولتسوو (پوتسدام-میتلمارک)
گولتسوو (به آلمانی: Golzow) یک شهر در آلمان است که در Brück واقع شده‌است. گولتسوو ۱٬۳۹۸ نفر جمعیت دارد.